# Мали Врановац
Мали Врановац (алб. Vranoc i Vogël) је насељено место у општини Дечани, на Косову и Метохији. Према попису становништва из 2011. у насељу је живео 101 становник.

## Становништво
Према попису из 2011. године, Мали Врановац има следећи етнички састав становништва:
| Националност | 2011.         |
| Албанци      | 101 (100,00%) |
| Укупно       | 101           |

| Демографија | Демографија | Демографија |
| Година      | Становника  | Становника  |
| ----------- | ----------- | ----------- |
| 1948.       | 120         |             |
| 1953.       | 135         |             |
| 1961.       | 148         |             |
| 1971.       | 150         |             |
| 1981.       | 140         |             |
| 1991.       | 119         |             |
| 2011.       | 101         |             |